# 광화 (당)
광화(光化, 898년 8월 ~ 901년 4월)는 당나라(唐) 소종(昭宗) 이엽(李曄)의 다섯번째 연호이다. 2년 8개월 동안 사용하였다.

## 개원
- 건녕(乾寧) 5년 8월 27일[1](898년 9월 16일)에 연호를 광화(光化)로 개원함.[2][3][4][5]

- 광화(光化) 4년 4월 25일[6](901년 5월 16일)에 연호를 천복(天復)으로 개원함.[2][3][7][5][8]

## 연대 대조표
| 광화       | 원년       | 2년        | 3년        | 4년        |
| 서기(西紀) | 898년      | 899년      | 900년      | 901년      |
| 간지(干支) | 무오(戊午) | 기미(己未) | 경신(庚申) | 신유(辛酉) |

## 동시대 연호

### 중국
남조(南詔)
- 중흥(中興) (897년 ~ 902년)

### 일본
- 쇼타이(昌泰) (898년 ~ 901년)

## 같이 보기
- 중국의 연호 목록